# Счастье (фильм, 2024)
Счастье (исп. Alegria) — короткометражный фильм Романа Качанова. В главной роли Алексей Горбунов. Премьеры фильма состоялись 12 апреля 2024 года в Киеве и 19 мая 2024 года в Варшаве.

## Сюжет
В маленькому испанском городе живёт Старик. Он беженец из Украины. Старик спасается от войны, идущей у него на Родине. Он живёт в пансионате для пожилых людей. Каждый день он бродит по набережной, играет с испанскими стариками в домино. Однажды поздно вечером за Стариком приезжает его семья.

## В ролях
- Алексей Горбунов — Старик
- Ирина Кудашова — Дочка
- Квитослава Воробей — Внучка
- Владислав Белошеин — Зять
- Андрес Авелино Кастело — Андрес
- Алехандро Бланко Вега — доктор
- Франсиско Оливерос Химес — Пако
- Дарья Кудрявцева — медсестра
- Роман Антонов — человек в ресторане 1
- Ян Вайнрух — человек в ресторане 2
- Василий Стрелко — житель пансионата[3]

## Съемочная группа
- Режиссёр-постановщик, автор сценария, продюсер — Роман Качанов
- Продюсеры: Ян Вайнрух, Павел Морозов, Владислав Белошеин
- Исполнительный продюсер — Гари Браун
- Линейный продюсер — Алёна Кришталева
- Оператор-постановщик — Алег Баранау
- Композитор — Павел Молчанов
- Монтаж — Маргарита Смирнова
- Художник-постановщик — Павло Ковалев
- Художник по костюмам — Валерия Ануфриева
- Художник по гриму — Марина Тетерева
- Кастинг-директор — Наталия Дорошенко
- Помощники режиссёра — Дина Качанова, Дарья Кудрявцева
- Ассистент художника по костюму — Олександр Нестеренко
- Механик камеры — Александр Беликов
- Гафер — Андрей Шереметьев
- Ассистент оператора — Вячеслав Колеснилов
- Осветитель — Иван Акимов

## Съемки и премьера
Рома Качанов здесь снял в Испании [в городе Торревьеха] в феврале [2023 года]… […] «короткий метр», фильм "Счастье". Он так и называется украинскою мовою - "Щастя". Потому что фильм испанско-украинский. Очень трогательная история… Надеюсь, что мы её в Киеве…[…] в мае покажем всё-таки. Может, премьеру сделаем в Киеве, потому что история главного героя - дедушки, которого играю я, который из Украины попадает в Испанию и который всё время ждёт свою семью…Интервью Алексея Горбунова Мумину Шакирову для Радио «Свобода» 
…Фильм снимался год назад, а показать его я хотел после победы Украины. Мы на это надеялись, и я этот фильм так долго держал…
[…] Это был мой первый фильм, снятый полностью на иностранных языках — украинском и испанском...Роман Качанов для программы "Вот Так" на канале Белсат о премьере в Варшаве 

## Критика
Фильм потрясающий… Я Роме [Качанову] сегодня сказал, при том, что он, конечно, снял и Даун Хаус и ДМБ и еще несколько фильмов даже с моим участием. Я ему честно сказал, что я считаю, что это его лучший фильм. Пусть это и короткий метр, но… количество [минут] ничего не значит, всё значит качество; всё значит - какой удар этот фильм наносит; меня этот фильм просто скосил…Критик и искусствовед Артемий Троицкий в авторской программе на портале ARU TV о фильме "Счастье"